# Halerpestes sarmentosa
Halerpestes sarmentosa (Adams) Kom. – gatunek rośliny z rodziny jaskrowatych (Ranunculaceae Juss.). Występuje naturalnie w północnych Indiach (między innymi w stanie Sikkim), w północnym Pakistanie, w Kazachstanie, Rosji (na Syberii), Chinach, Mongolii i Korei Północnej. 

## Morfologia
PokrójBylina o lekko owłosionych pędach. Dorasta do 10–20 cm wysokości.
LiścieSą podwójnie klapowane. W zarysie mają nerkowaty, okrągło owalny lub pięciokątny kształt. Mierzą 0,5–2 cm długości oraz 0,5–2,5 cm szerokości. Blaszka jest całobrzega lub ząbkowana, u nasady klinowata. Ogonek liściowy jest nagi lub lekko owłosiony i ma 1–10 cm długości.
KwiatyPojedyncze lub zebrane po 2–4 w wierzchotkach jednoramiennych na szczytach pędów. Dorastają do 6–10 mm średnicy. Mają 5 eliptycznych działek kielicha, które dorastają do 2–5 mm długości. Żółtych płatków jest 5, są one podłużne o długości 3–7 mm.
OwoceNagie niełupki o odwrotnie owalnym kształcie i długości 1–2 mm. Tworzą owoc zbiorowy – wieloniełupkę o jajowatym kształcie i dorastającą do 2–3 mm długości.

## Biologia i ekologia
Rośnie na łąkach i trawiastych zboczach, a także na piaszczystych brzegach rzek. Występuje na wysokości do 2000 m n.p.m.

## Zmienność
W obrębie tego gatunku wyróżniono jedną odmianę:
- Halerpestes sarmentosa var. multisecta (S.H.Li & Y.H.Huang) W.T.Wang